# Caproni TM-2
Caproni TM-2 – włoski szybowiec transportowy z okresu II wojny światowej

## Historia
W związku z planowanym desantem na Maltę we włoskiej wytwórni Caproni opracowano projekt szybowca transportowego przeznaczonego do transportu 20 żołnierzy. 
Prototyp oznaczony jako TM-2 został oblatany w 1943 roku. W czasie prób pierwszy prototyp uległ katastrofie, gdyż pilot nie mógł wyprowadzić go z korkociągu. Natomiast badania prowadzone na drugim prototypie przerwano w związku z klęską Włoch. Zbudowano tylko dwa prototypy.
Prototyp szybowca Caproni TM-2 przetrwał wojnę i znajduje się w muzeum Leonarda da Vinci w Mediolanie. 

## Użycie
Szybowce Caproni TM-2 był używany tylko do prób i badań w locie.

## Opis konstrukcji
Szybowiec Caproni TM-2 był zastrzałowym górnopłatem o konstrukcji drewnianej. 
Kadłub mieścił dwuosobową kabinę pilotów oraz ładownię przystosowaną do transportu 20 żołnierzy. Dostęp do ładowni zapewniały dwoje drzwi z każdej strony kadłuba. 
Podwozie klasyczne dwukołowe stałe z płozą ogonową. W przedniej części kadłuba znajdowała się dodatkowo długa płoza centralna.